# Эстеве Хорхе, Эстебан
Эстебан Эстеве Хорхе (исп. Esteban Esteve Jorge; 1937, Сот-де-Чера — 2006, Мислата) — испанский композитор и дирижёр.
Учился музыке в Мислате, играл на флюгельгорне в духовом оркестре. Затем изучал композицию в Валенсийской консерватории, где его наставниками были, в частности, Хосе Мария Сервера Льорет и Аманд Бланкер. Вернувшись в Мислату, дебютировал здесь как дирижёр духового оркестра, а затем в 1963 году возглавил духовой оркестр в городе Куарт-де-Поблет и руководил им до 1990 г.; во главе этого коллектива получил ряд премий на различных конкурсах духовых оркестров, в том числе две первые премии международного конкурса в Керкраде (1985, 1989). В разные годы был также главным дирижёром духовых оркестров в городах Утьель, Монсеррат, Ятова, в 1993—2000 гг. возглавлял оркестр в Виналесе.
Как композитор Эстеве наиболее успешно и последовательно работал в жанре пасодобля; ему принадлежит также ряд маршей.
Именем Эстеве названа улица (кат. Carrer Esteban Esteve Jorge) в Куарт-де-Поблете. Город Мислата посмертно удостоил его почётного звания «приёмного сына» (исп. hijo adoptivo), по испанской традиции присваиваемого горожанам, внёсшим значительный вклад в развитие города, но не родившимся в нём.